# Andreas-Hofer-Bund

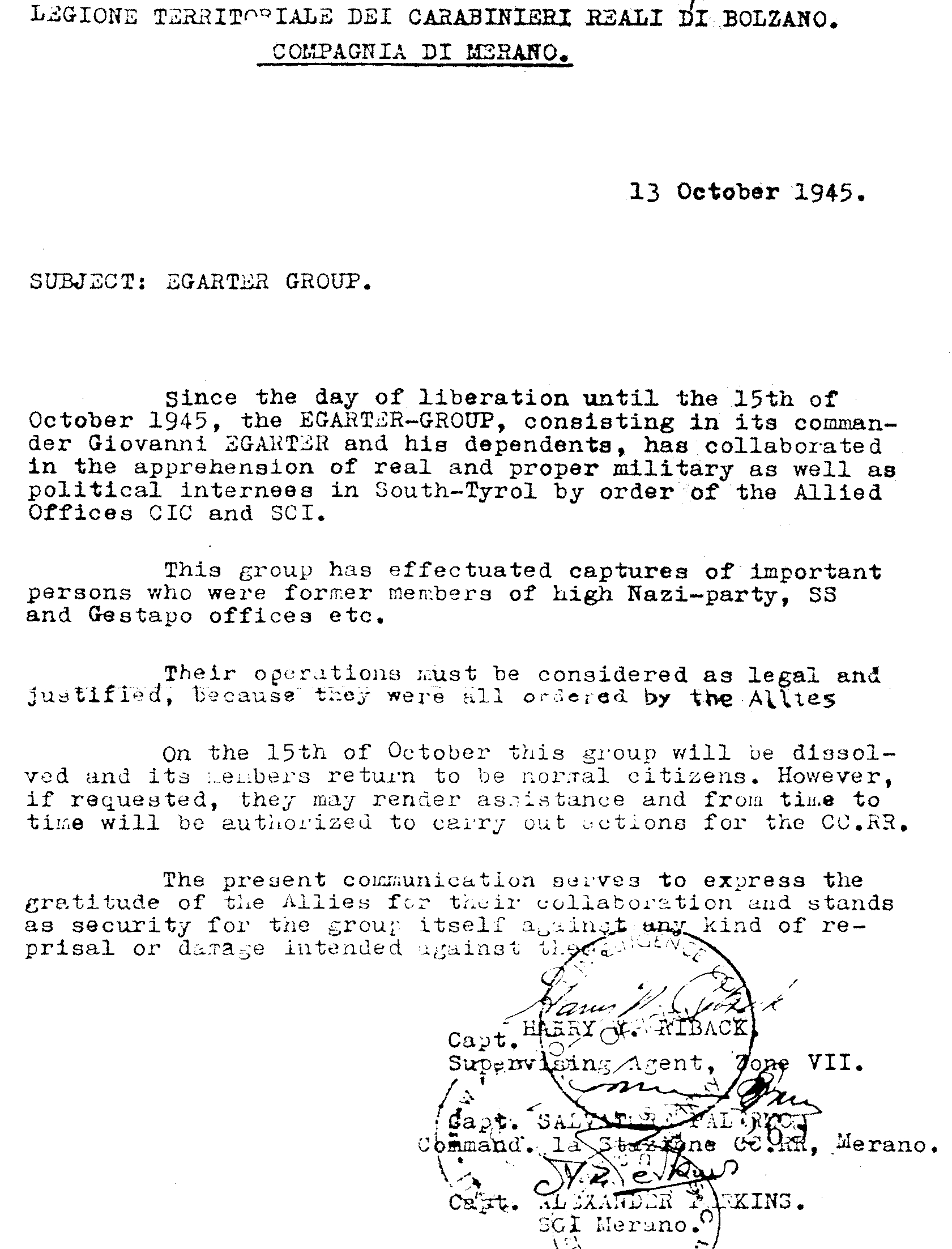
Documento attestante che l'AHB ha collaborato con il
Counter Intelligence Corps nel 1945.

L'Andreas-Hofer-Bund (AHB, traducibile dalla lingua tedesca con "Lega di Andreas Hofer") fu un movimento antinazista fondato nel 1939 in Alto Adige.

## Storia
Il movimento fu guidato dal giovane Hans Egarter di Villabassa, segretario diocesano dei Giovani Cattolici, a difesa dei Dableiber, ovvero coloro che ai tempi delle opzioni in Alto Adige decisero di rimanere nella loro Heimat invece di emigrare nella Germania nazista; tale scelta rendeva ufficiosamente Egarter un traditore agli occhi dello Stato tedesco. Assieme a Egarter presero parte al movimento Friedl Volgger, Alois Puff, Josef Mayr-Nusser ed Erich Amonn.
Il movimento era ancora attivo nel 1943, durante la creazione della Operationszone Alpenvorland, e in tal occasione iniziò ad essere esposto alle attività anti-partigiane. Nell'autunno del '43 il Bund contava soltanto tra i 30 e i 40 membri attivi. Egarter e i suoi più stretti collaboratori riuscirono comunque a venire in contatto con il movimento di resistenza austriaco "Patria" e con i servizi segreti inglesi e americani.